# Ochodaeus jatahyensis
Ochodaeus jatahyensis is een keversoort uit de familie Ochodaeidae. De wetenschappelijke naam van de soort is voor het eerst geldig gepubliceerd in 1912 door Benderitter.